# Liste der Monuments historiques in Kœur-la-Grande
Die Liste der Monuments historiques in Kœur-la-Grande führt die Monuments historiques in der französischen Gemeinde Kœur-la-Grande auf.

## Liste der Objekte
| Bezeichnung   | Beschreibung | Standort                                    | Kennzeichnung | Schutzstatus | Datum | Bild |
| ------------- | ------------ | ------------------------------------------- | ------------- | ------------ | ----- | ---- |
| Spritzenwagen | 1919 gebaut  | Rue de Beauval, gegenüber der Mairie (Lage) | PM55001944    | Inscrit      | 1995  |      |